# 1982 في سوريا
فيما يلي قوائم الأحداث التي وقعت خلال عام 1982 في سوريا.

## أحداث
- 2 فبراير – مجزرة حماة

## أفلام
من الأفلام التي صدرت هذه السنة في سوريا:
- 1 يناير – قتل عن طريق التسلسل

## مواليد

### يناير
- 1 يناير – باسل العلي لاعب كرة قدم سوري.
- 1 يناير – فهد عودة لاعب كرة قدم سوري.
- 1 يناير – وائل شرف ممثل سوري.
- 3 يناير – خالد البابا لاعب كرة قدم سوري.

### فبراير
- 1 فبراير – محمد يحيى الراشد لاعب كرة قدم سوري.
- 9 فبراير – سامر عوض لاعب كرة قدم سوري.
- 15 فبراير – نسرين طافش ممثلة سورية.

### مارس
- 9 مارس – محمد رافع ممثل سوري.

### مايو
- 23 مايو – علي دياب لاعب كرة قدم سوري.

### يونيو
- 7 يونيو – باسل محرز، إعلامي سوري وُلد في طرطوس.

### يوليو
- 1 يوليو – رويدا عطية موسيقية سورية.
- 30 يوليو – جهاد الحسين لاعب كرة قدم سوري.

### ديسمبر
- 12 ديسمبر – مجد حمصي لاعب كرة قدم سوري.
- 20 ديسمبر – لؤي المقداد سياسي وإعلامي سوري معارض.

## وفيات

### يناير
- 1 يناير – أحمد الحسن الخطيب (مواليد 1933) سياسي سوري.
- 1 يناير – عدنان عقلة (مواليد 1950)
- 1 يناير – فهد كعيكاتي ممثل سوري.

### مارس
- 26 مارس – سلطان الأطرش (مواليد 1891) سياسي سوري.